# Antonio Caccia der Jüngere
Antonio Caccia der Jüngere (* 11. November 1829 in Triest; † 18. Februar 1893 in Lugano) war ein Schweizer Schriftsteller italienischer Sprache.

## Leben
Er ist der Verfasser eines Gedichts in Stanzen über die Heldentaten Napoleons in Italien (1856). Von ihm stammen die Sonetti finanziari (1866). Meisterwerke sind seine Theaterstücke, nach der Art Vittorio Alfieris. Herausragend ist Cesare Borgia von 1862. Er hinterliess der Stadt Lugano seinen Palast La Malpensata mit den darin befindlichen Kunstwerken sowie diejenigen seines Palastes in Triest. So wurde er der Gründer des Kunstmuseums Caccia in Lugano.
Er war der Neffe von Antonio Caccia dem Älteren.

## Werke
- La conquista di uno zio. Commedia. Tipografia Ajani e Berra, Lugano 1865.
- Sonetti finanziari. Tipografia. del Repubblicano, Lugano 1866.
- Ademaro, Andrea Doria, Cincinnato, Giulio d’Este, Gli Elvezi und Cesare Borgia.